# Украинский язык (энциклопедия)
 Украинский язык: энциклопедия  (укр. Українська мова) — первая энциклопедия, посвященная украинскому языку и украинскому языкознанию, опубликованная в издательстве «Украинская энциклопедия» имени М. П. Бажана (Киев) в 2000 году тиражом 5000 экземпляров. Второе издание вышло в 2004 году, третье — в 2007 г., четвёртое — в 2013 году.
В подготовке издания принимали участие специалисты НАН Украины, Института языкознания имени А. А. Потебни НАН Украины, Института украинского языка НАН Украины.

## Краткое описание
В аннотации к энциклопедии «Украинский язык» сказано, что в ней на основе достижений современного языкознания даются сведения об украинском языке и украинском языкознании. В энциклопедии раскрыты терминологические единицы, номенклатурные единицы, рассмотрены различные аспекты описания украинского языка, представлены основные понятия общего языкознания. Много статей посвящены языковедам, писателям, внёсшим существенный вклад в развитие украинского языка, языкознания и т. д. Помещены статьи об учреждениях и организациях, печатных органах, занимающихся исследованиями и пропагандой украинского языка. Последнее издание содержит более 2000 статей, чёрно-белые иллюстрации, а также цветные иллюстрации на отдельных листах.

## Редакционная коллегия
- Русановский В. М. (сопредседатель),
- Тараненко А. А. (сопредседатель),
- Зяблюк М. П. (заместитель председателя),
- Карпиловская Е. А.[укр.] (ответственный секретарь),
- Выхованец И. Р.,
- Гриценко П. Е.,
- Ермоленко С. Я.[укр.],
- Задунайская Л. М.,
- Клименко Н. Ф.,
- Мельничук А. С.,
- Нимчук В. В.,
- Пивторак Г. П.,
- Скляренко В. Г.,
- Ткаченко О. Б.